# Can Joan Lau
Can Joan Lau és una casa del municipi de l'Escala inclosa en l'Inventari del Patrimoni Arquitectònic de Catalunya.

## Descripció
Situat dins del nucli antic de la població de l'Escala, a la part est de l'entramat. Forma cantonada entre els carrers del doctor Puig Sureda, del Mar i sant Pere.
Edifici de planta més o menys trapezoïdal format per tres crugies. Està distribuït en planta baixa i pis, amb un altell o àtic situat al centre de la coberta, el qual té sortida al terrat que ocupa la part posterior de l'edifici. La part corresponent a la façana principal és a un sol vessant. Aquesta façana, orientada al carrer Puig Sureda, presenta una motllura horitzontal a la línia de separació entre els dos pisos. A la planta baixa hi ha una porta d'accés rectangular, amb l'emmarcament motllurat i teulada a la part superior. Als costats, dues finestres rectangulars emmarcades amb pedra, amb l'ampit arrodonit i reixa de ferro treballada. Als extrems de la façana hi ha dues franges verticals a manera de pilastres, amb decoració central. Al pis, destaca un balcó central, amb la llosana sostinguda per dues mènsules decorades, i dues finestres a banda i banda, amb l'ampit sobresortit i motllurat. La façana està coronada per una cornisa rectilínia. La resta del parament es troba arrebossat i pintat.
La façana posterior és força més interessant. Tot el parament està dividit en plaques horitzontals arrebossades i pintades, que perden amplada a mesura que guanyen alçada. A la planta baixa hi ha un sòcol inferior de pedra i una única finestra rectangular modificada. Al pis, un balcó corregut amb la llosana motllurada i la barana de ferro treballada, al que hi tenen sortida dos finestrals rectangulars, decorats amb una dovella a la part superior. La façana està rematada amb una àmplia cornisa damunt la qual hi ha un plafó d'obra sinuós al centre i, als costats, dues baranes de ferro treballat que delimiten el terrat. La cantonada amb el carrer del Mar és arrodonida i està decorada amb les mateixes plaques de la resta de la façana.